# Clemensia lacteata
Clemensia lacteata är en fjärilsart som beskrevs av George Francis Hampson 1914. Clemensia lacteata ingår i släktet Clemensia och familjen björnspinnare. Inga underarter finns listade i Catalogue of Life.